# San Cesario sul Panaro
San Cesario sul Panaro – miejscowość i gmina we Włoszech, w regionie Emilia-Romania, w prowincji Modena.
Według danych na rok 2004 gminę zamieszkiwały 5294 osoby, 196,1 os./km².